# OF Néa Ionía
OF Néa Ionía (en grec moderne : Ο.Φ. Νέα Ιωνίας) est un club grec de handball féminin situé dans le quartier de Néa Ionía, à Athènes. Son équipe première évolue en 1re division du Championnat de Grèce.

## Palmarès
- Champion de Grèce (5) : 2014, 2015, 2016, 2017 et 2018
  - vice-champion (?) : ?
- Coupe de Grèce (6) : 2011, 2013, 2015, 2017, 2018, 2023
  - Finaliste (2) : 1988, 1998, 1999, 2009, 2010, 2012, 2016, 2020, 2022